# 리버설 필름

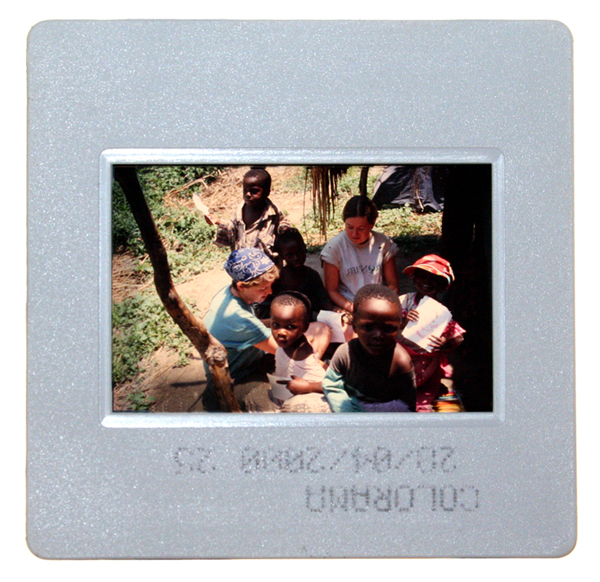
싱글 슬라이드

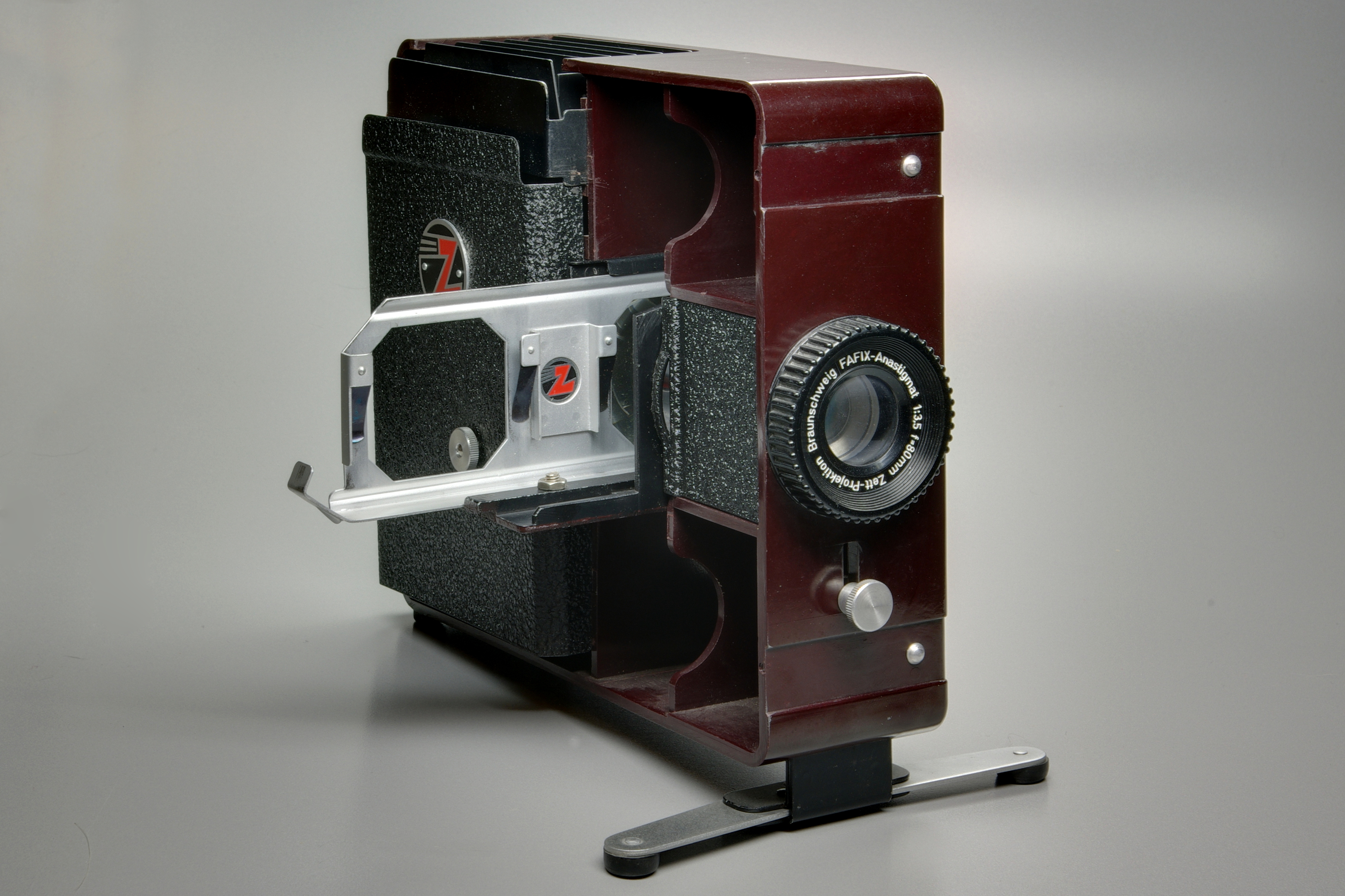
슬라이드 프로젝터

리버설 필름(reversal film) 또는 슬라이드 필름(slide film)은 투명한 바탕에 포지티브 이미지를 생성하는 일종의 사진 필름이다. 네거티브 및 인쇄물 대신 반전 필름을 처리하여 투명 필름 또는 디아포지티브(독일어 또는 헝가리어와 같은 일부 언어에서는 "diafilm" 또는 "dia"로 약칭함)를 생성한다. 리버설필름은 35mm부터 롤필름, 8×10인치 시트필름까지 다양한 사이즈로 생산된다.
슬라이드는 슬라이드 프로젝터를 사용하여 스크린에 투사하기 위해 특별히 장착된 개별 투명 필름이다. 이를 통해 많은 사람들이 한 번에 사진을 볼 수 있다. 가장 일반적인 형태는 35mm 슬라이드이며 이미지는 2×2인치 판지 또는 플라스틱 마운트에 프레임되어 있다. 일부 전문 연구실에서는 JPEG와 같은 형식의 디지털 카메라 이미지, 컴퓨터 생성 프리젠테이션 그래픽, 지문, 현미경 섹션, 종이 문서, 천문 이미지 등과 같은 다양한 물리적 원본 자료에서 사진 슬라이드를 생성한다.
리버설 필름은 카메라 원본에 포지티브 이미지를 생성하기 위해 주로 16mm, 슈퍼 8 및 8mm "시네" 형식의 영화 필름으로 사용되기도 한다. 이렇게 하면 영사용 포지티브 필름 인쇄를 만들기 위해 추가 필름과 처리가 필요한 네거티브 필름 사용 비용이 들지 않는다.

## 같이 보기
- 필름스트립
- 슬라이드쇼